# Гері Дріскол
Гері Дріскол (англ. Gary Driscoll, 1946 — червень 1987, Нью-Йорк) — американський музикант, барабанщик, грав в гуртах Elf, Rainbow, Dakota, Star Castle, Bible Black, Jack Starr.

## Біографія
Дріскол був одним із засновників гурту The Electric Elves, створеного Ронні Джеймсом Діо в 1967 році. Гурт випустив 3 сингли, змінив назву (на The Elves, потом на Elf) і склад, доки їх не помітили в 1972 році Роджер Гловер і Ієн Пейс, які стали продюсерами їхнього дебютного альбому. В подальшому гурт декілька разів виступав в першому відділенні, розігріваючи публіку перед виступами Deep Purple.
Гурт Elf припинив своє існування в лютому 1975 року, коли Річі Блекмор, який вирішив залишити Deep Purple, запросив Діо, Дріскола, Мікі Лі Соула і Крейга Грабера в свій гурт Rainbow.
Але в серпні того ж року Блекмор слідом за Грабером, звільняє Дріскола. Блекмора не влаштовував стиль R&B, у якому грав Дріскол.
Після Rainbow, Дріскол грав у гуртах Dakota і Star Castle, поки разом з Грабером не створив гурт Bible Black, в якому також грали гітарист Ендрю Макдоналд і Джеф Фенхольт, який до того зіграв головну партію в мюзиклі «Ісус Христос - суперзірка». Гурт випустив альбоми Ground Zero і Thrasher. Після розпаду гурту Дріскол працював сесійним музикантом.

### Загибель
В червні 1987 року, у віці 41 року, він був знайдений вбитим у будинку товариша в Ітаці, Нью-Йорк. Його жорстоке вбивство досі залишається нерозкритим, і без очевидних мотивів, хоча за чутками було пов'язане з наркотиками. Чоловіка, якого спочатку заарештували, було виправдано в суді.